# Гурин, Антон Иосифович
Анто́н Ио́сифович Гу́рин (15 (28) сентября 1910, Шпильки, Минский уезд, Минская губерния, Российская империя, ныне Дзержинский район, Минская область, Белоруссия — 22 октября 1962, Ленинград, РСФСР, СССР) — советский командир боевых кораблей и военачальник, Герой Советского Союза (8.07.1945). Контр-адмирал (27.01.1951).

## Молодость, довоенная служба
Родился 15 (28) сентября 1910 года в деревне Шпильки современного Дзержинского района Минской области Белоруссии в крестьянской семье, по национальности белорус. В 1925 году окончил начальную школу в деревне Подгорье, а в 1928 году — школу-семилетку в Дзержинске. Член ВЛКСМ с 1925 года. Член ВКП(б) с 1938 года.
В Военно-Морском Флоте с октября 1928 года. В 1932 году окончил Военно-морское училище имени М. В. Фрунзе. С октября 1932 года служил командиром минно-торпедной боевой части (БЧ-3) подводной лодки «Коммунист» Морских сил Чёрного моря. В мае 1933 года был переведён на Морские силы Дальнего Востока и назначен командиром штурманской боевой части (БЧ-1) подводной лодки «М-1». С ноября 1934 года учился в командном классе Учебного отряда подводного плавания Краснознамённого Балтийского флота, окончил его в сентябре 1935 года и назначен дивизионным штурманом 25-го дивизиона 2-й бригады подводных лодок балтийского флота. С апреля 1936 года был помощником командира подводной лодки Щ-321, с апреля 1937 года командовал подлодкой М-76, с апреля 1938 — подлодкой М-84 и с июня 1938 — подлодкой М-89. Член ВКП(б)/КПСС с 1938 года.
В ноябре 1938 года переведён на надводный флот и назначен командиром ещё строящегося эсминца «Гремящий». Корабль был введён в строй в августе 1939 года, вскоре совершил свой первый поход по Беломоро-Балтийскому каналу на север, в ноябре 1939 года вошёл в состав Северного флота. На корабле поставил на большую высоту подготовку личного состава, благодаря чему с самого начала войны «Гремящий» стал одним из лучших надводных кораблей Северного флота. В советско-финской войне корабль выполнял выходы в Баренцево море для несения дозорной службы и отконвоировал несколько транспортов, но непосредственно боевых столкновения с неприятелем не имел.

## Великая Отечественная война
Участник Великой Отечественной войны с июня 1941 года. Под его командованием «Гремящий» совершил свыше 40 боевых походов в 1941 и в 1942 годах, выполняя сложные боевые задачи. Уже 24 июня 1941 года корабль вышел в свой первый боевой поход, выполняя задачу по эскортированию трёх транспортов. «Гремящий» отконвоировал свыше 10 советских конвоев, а также союзные конвои QP-6, QP-8, QP-9, PQ-12, PQ-13, QP-10, PQ-14, QP-11, PQ-15, PQ-18.
22 августа 1941 года в составе отряда с эсминцами «Урицкий», «Куйбышев» и «Громкий» выполнил задачу по поиску в море и буксировке в порт повреждённой немецкой подлодкой плавбазы «Мария Ульянова». Ведя плавбазу на буксире, «Гремящий» в течение 16 часов подвергался непрерывным атакам немецкой авиации, но уклонился от всех атак сам и не допустил прицельно отбомбиться по плавбазе. Зенитчики «Гремящего» в этом бою сбили 1 самолёт.
В ночь с 24 на 25 ноября с эсминцем «Громкий» и английским соединением (крейсер «Кения» и 2 эсминца) участвовал в дерзкой набеговой операции по обстрелу порта Вардё в Норвегии, израсходовав 89 130-мм снарядов. 21 февраля 1942 года обстрелял немецкие позиции в губе Ара (израсходован 121 снаряд), 7 мая — в губе Вичаны (израсходовано 238 снарядов).
22 марта 1942 года при сопровождении конвоя попал в 8-балльный шторм, от волн треснула верхняя палуба и борт корабля, имелись иные повреждения, но через 4 дня корабль вновь вышел в море. 29 марта 1942 года при эскортировании конвоя PQ-13 совместно с эсминцем «Сокрушительный» артиллерийским огнём отразил атаку немецкого эсминца Z-26, а через несколько часов с отрядом британских кораблей — крейсер «Тринидад» и 2 эсминца — отразил атаку уже трёх немецких эсминцев на конвой. Один из немецких эсминцев получил несколько прямых попаданий и из-за его серьёзных повреждений немцы вышли из боя, получил повреждения «Тринидад», конвой прибыл в Мурманск без потерь. 30 марта на Кильдинском плёсе обнаружил и атаковал глубинными бомбами немецкую подводную лодку, после бомбометания на поверхности наблюдали плавающую пробку, куски дерева и бумагу. По советским данным, подводная лодка «U-585» была потоплена, в послевоенное время высказывается версия, что была атакована «U-435» (после чего срочно прервала боевой поход и вернулась на базу, возможно из-за полученных повреждений), а «U-585» погибла в это время в другом районе на минном заграждении. Через несколько дней «Гремящий» атаковал ещё одну подводную лодку, заставив уйти из охраняемого района. До октября 1942 года зенитчики эсминца сбили 12 немецких самолётов.
В октябре 1943 года назначен командиром 2-го дивизиона эскадренных миноносцев Северного флота, в сентябре 1944 — командиром 1-го дивизиона эсминцев СФ. Дивизион под командованием А. И. Гурина эскортировал союзные полярные конвои, выполнял задачи по поддержке позиций сухопутных войск, обстреливал базы и вёл поиск кораблей и конвоев противника. В январе 1944 года дивизион под его командованием провёл набеговую операцию с обстрелом немецких сухопутных позиций, а 9 октября 1944 года эсминцы дивизиона успешно действовали как отряд артиллерийской поддержки советского десанта в губе малая Волоковая. С конца 1943 по октябрь 1944 года лично руководил 13-ю операциями по сопровождению конвоев и ещё в 7 таких операциях принимал участие (без потерь проведено 150 транспортов и 3 ледокола).
Будучи командиром 1-го дивизиона эсминцев, с сентября 1944 года участвовал в 18-ти конвойных операциях (из них в 10-ти — командир операции), в которых проведено 95 советских и союзных транспортов. Отлично действовал в Петсамо-Киркенесской наступательной операции, всю первую половину 1945 года вёл борьбу с немецкими подводными лодками в Баренцевом море.
Звание Героя Советского Союза с вручением ордена Ленина и медали «Золотая Звезда» (№ 7595) капитану 1 ранга Гурину Антону Иосифовичу было присвоено Указом Президиума Верховного Совета СССР от 8 июля 1945 года. Также за успешное эскортирование союзных конвоев в 1943 году был награждён Военно-морским крестом Соединённых Штатов Америки.

## Послевоенная служба

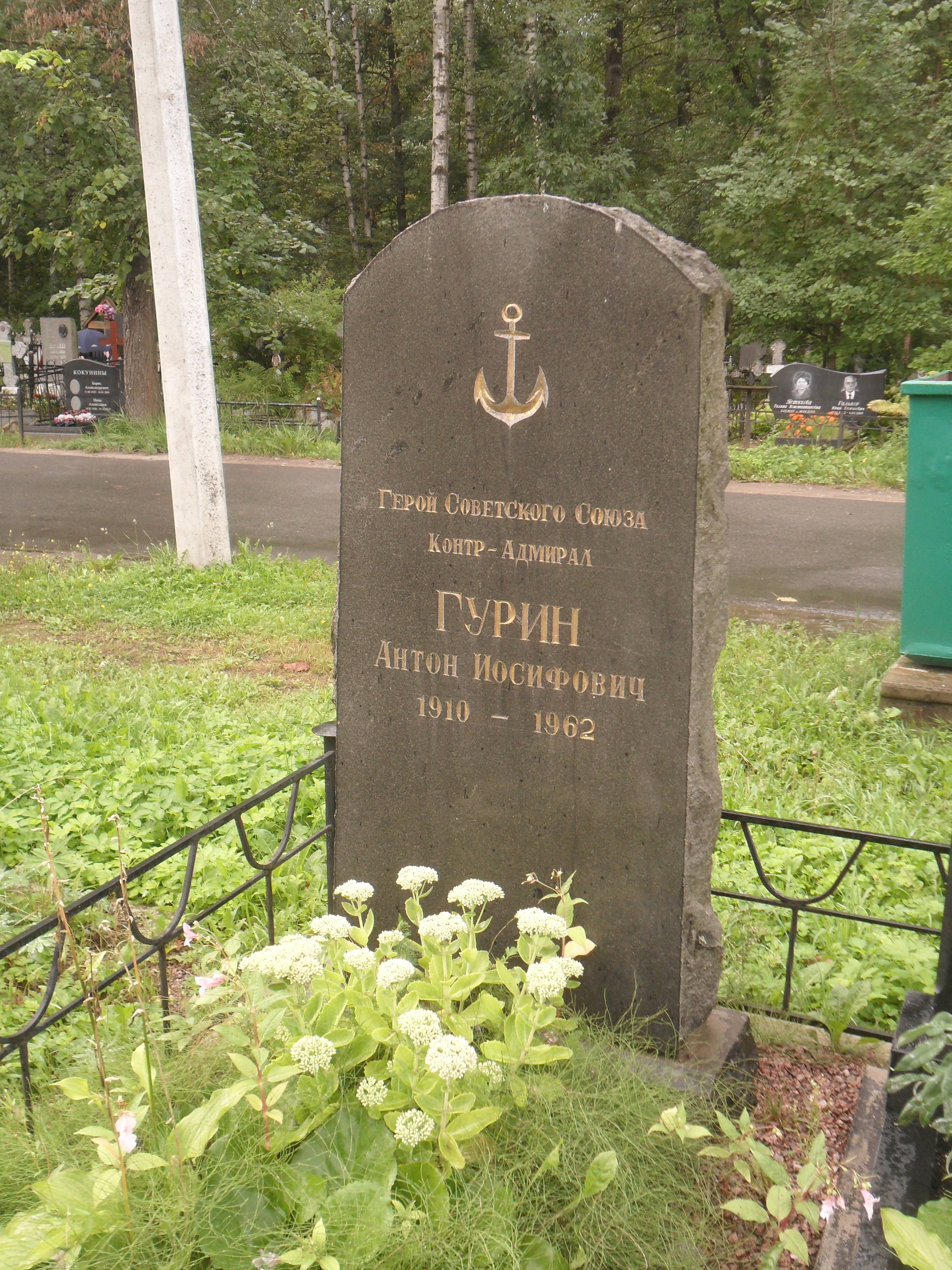
Могила А. И. Гурина на Серафимовском кладбище Санкт-Петербурга.

Командовал дивизионом до октября 1945 года, когда его направили учиться в академии. В конце 1948 года А. И. Гурин окончил Военно-морскую академию имени К. Е. Ворошилова и в январе 1949 года был назначен начальником штаба эскадры Черноморского флота, а в мае 1950 года — начальником штаба эскадры 8-го ВМФ на Балтике. С января 1951 года — командир 20-й дивизии эсминцев Северного флота, с января 1952 — командующий эскадрой Северного флота. В апреле 1952 года снят с должности командира эскадры и назначен с понижением на должность командиром 28-й дивизии учебных кораблей на Балтике. С декабря 1952 по февраль 1953 года исполнял должность коменданта Кронштадтской военно-морской крепости, затем вновь командовал той же дивизией. С марта 1955 года — начальник секции Научно-технического комитета ВМФ СССР.
С сентября 1958 года служил в Военно-морской академии имени К. Е. Ворошилова в Ленинграде — начальник научно-исследовательского отдела, с ноября 1960 года — начальник кафедры общей тактики, с августа 1961 — начальник кафедры общей тактики ВМФ и противолодочной обороны. В мае 1962 года по состоянию здоровья освобождён от должности и направлен в распоряжение Главнокомандующего ВМФ СССР. В октябре 1962 года контр-адмирал А. И. Гурин уволен в отставку по болезни.
Менее чем через месяц скончался 22 октября 1962 года в Ленинграде. Похоронен на Серафимовском кладбище Ленинграда (Коммунистическая площадка).

## Награды
- Герой Советского Союза (8.07.1945)[7]
- два ордена Ленина (8.07.1945, 3.11.1953)
- четыре ордена Красного Знамени (8.11.1941, 20.10.1943, 20.06.1949, 30.12.1956)
- Орден Ушакова 2-й степени (4.11.1944, № 146)
- Орден Красной Звезды (3.11.1944)[8]
- медали СССР
- именное оружие (кортик) от Главкома ВМФ СССР (19.05.1954)
- «Военно-морской крест»[9] (США, 1943)[10]

## Память
- Имя Антона Иосифовича Гурина носит транспортный рефрижератор «Антон Гурин» (порт приписки Санкт-Петербург).
- Ранее его имя носила пионерская дружина Дворищанской средней школы посёлка Дворище Дзержинского района Минской области Республики Беларусь.
- С 21 мая 2024 года имя Антона Иосифовича Гурина носит гимназия г. Фаниполя Дзержинского района Минской области Республики Беларусь[11]. На здании гимназии размещена мемориальная доска в честь А. И. Гурина.